# 卡泰纳诺瓦
卡泰纳诺瓦（義大利語：Catenanuova），是意大利恩纳省的一个市镇。总面积11.17平方公里，人口5094人，人口密度456.0人/平方公里（2009年）。ISTAT代码为086006。